# Mediaset
A Mediaset S.p.A. olasz kereskedelmi televíziótársaság, melyet az egykori olasz miniszterelnök, Silvio Berlusconi alapított. Székhelye a lombardiai Cologno Monzese.

## Története

### Fininvest S.p.A időszaka
A Mediaset elődjét a Fininvest-et 1978. szeptember 7-én alapította Silvio Berlusconi, aki elnökként átadta a milánói székhelyű Telemilano kábeltelevíziót, ami 1980-tól Canale 5 néven fut, miután országos sugárzásúvá vált a csatorna.  Silvio Berlusconi 1982-ben megszerezte az Edilio Rusconi vállalkozó tulajdonában levő Italia 1 csatornát, 1984-ben a Mondadori kiadó tulajdonában levő Rete 4 csatornát. A három csatornát üzemeltető vállalat neve RTI lett. A csatornák reklámidejét a Publitalia '80 cég értékesítette. A Videotime vállalat pedig a televíziózás technológiájával és műsorgyártásokkal foglalkozott.
Az 1980-as évek második felétől a Fininvest csatornái a Bettino Craxi miniszterelnök által beterjesztett rendelet értelmében országos sugárzású televíziótársasággá váltak. Ilyen módon a Canale 5 a Fininvest legnézettebb csatornájává vált, ez köszönhető volt annak is, hogy az új televíziótársasághoz a közszolgálati RAI legismertebb műsorvezetői (Raffaella Carrá, Corrado Mantoni, Raimondo Vianello) átpártoltak. 
Az Italia 1 a gyermek és fiatal korosztály csatornájává vált, számos amerikai rajzfilmet és japán animét mutattak be a csatornán, emellett a fiatalok körében különösen népszerű volt a nyári időszakban, amikor a Festivalbar című olasz hazai és külföldi énekesek részvételével zajló roadshowt közvetítették.

### 1990-es évek
Újabb fordulópontot jelentett a televíziótársaságnak az 1990-es évek. A Mammí-törvény értelmében az országos lefedettséggel sugárzó televíziós csatornák kötelesek lettek hírműsort készíteni. Ennek következtében 1991-ben a Rete 4-n a TG4, az Italia 1-n a Studio Aperto, 1992-ben a Canale 5-n a TG5 hírműsorok indultak el.
A Mediaset időközben a milánói értéktőzsdére bekerült. 1996-ban a Mediaset reklámcégei és forgalmazó cégei mint RTI, Videotime,  Publitalia és Elettronica Industriale egy közös cégbe kerültek. 1997-ben a tulajdonukban levő spanyol Telecinco csatornában 25%-osra nőtt a részesedésük. 1999-ben megjelentek a Mediaset csatornái az interneten.

### 2000-es évek
2003-ban 50%-osra nőtt a részesedésük a Telecincóban, 2004-ben pedig Olaszországban elsőként elindították a digitális sugárzást. Elindult a társaság tv-shop csatornája, a Mediashopping. 2005-ben elindult a digitális, kábelcsatornájuk Mediaset Premium néven, amely egy feltöltő kártyás fizetéssel prémium tartalmakat kínált, mint a Serie A bajnokságok közvetítése.
2007-ben a Mediaset bekerült egy közös konzorciumba, amiben a Goldman Sachsszal, Cyrte Funddal a Telefonicától megvették, az Endemol cég felügyeleti jogát.

## Csatornák

### Ingyenes
- Canale 5
- Italia 1
- Rete 4
- Mediashopping
- Boing
- Cartoonito
- For You
- Iris
- La5
- Mediaset Extra
- Italia 2
- TgCom 24
- Telecinco (spanyol)
- LaSiete (spanyol)
- FDF (spanyol)
- Cuatro
- divinity.es (spanyol)

### Fizetős
- Mediaset Premium
- MT Channel
- Happy Channel
- Duel TV
- Italia Teen TV
- Comedy Life

## Társaságok
- Publitalia '80
- RTI
- Videotime
- Elettronica Industriale
- Mediafriends
- Mediavivere
- Publiespaña
- Publieurope

## Gyártóbázisok

### Cologno Monzese-i gyártóbázis
A Mediaset fő gyártóbázisa. Számos televíziós műsor és hírműsor készül az itt található studiókban. A hírműsorok közül a Studio Aperto és a TG4 készül itt, valamint olyan show-műsorok Paperissima Sprint, Striscia la notizia, Le Iene valamint a Maradj talpon! és a Legyen ön is milliomos! olasz változata.

### Safa Palatino gyártóbázis
Safa Palatinóban készül a csatorna legnézettebb híradója, a TG5. A gyártóbázis Rómában található, 3 studióval rendelkezik. Emellett olyan nagyformátumú show-műsorok készülnek itt, mint a Non é la Rai, Buona Domenica, Uomini e donne.

### Centro Titanus Elios
Titanius Elios gyártóbázis Rómában található, ami közös tulajdonban van a Titanus filmgyárral és a Mediasettel. Nyolc studió található a komplexumban. Itt készül a Maurizio Costanzo show című talkshow, a Maria de Filippi vezette Amici tehetségkutató műsor.